# Месоамериканська хронологія
Месоамериканська хронологія — прийнята методика опису історії доколумбових цивілізацій Месоамерики в термінах іменованих ер і періодів, починаючи з самих ранніх свідчень наявності людських поселень і до раннього колоніального періоду, поданою за іспанської колонізації Америки.
Історики і археологи поділяють історію Месоамерики на три періоди, кожен з яких описаний нижче. Важливо зазначити, що вказані дати є лише оцінками, і переходи від одного періоду до іншого не відбувалися одночасно і при однакових обставин у різних народів. Деякі дослідники навіть заперечують цю євроцентричну точку зору, яка дуже схожа на хронологію Стародавній Греції.
Цивілізація Месоамерики є складною комбінацією різних культур, які виникали в різний час. Процеси, що призводять до утворення кожної з культурних систем Месоамерики, визначалися не тільки внутрішньою динамікою відповідного суспільства, а й зовнішніми і ендогенними факторами — наприклад, міграціями населення або природними катаклізмами.

## Передкласична ера

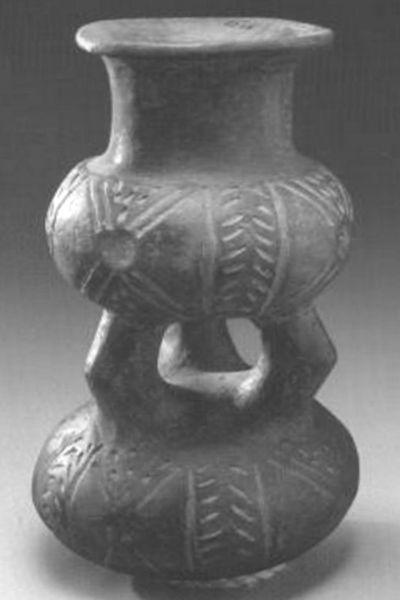
Посудина культури Капача, знайдена в Акатітлані, штат Коліма

Передкласична ера тривала з 2500 рік до н. е. по 200 рік н. е.. Початок періоду співвідносять з появою керамічних предметів на заході регіону, особливо в таких місцях як Матанчен (штат Наярит) і Пуерто-Маркес (штат Герреро). Деякі дослідники вважають, що на ранній розвиток гончарства вплинули зв'язки між Південної Америкою і народами, що живуть на тихоокеанському узбережжі сучасної Мексики. Поява кераміки свідчить про осілий спосіб життя, який відрізняє месоамериканські народи від громад збирачів та мисливців в пустельних районах на півночі.
Передкласичну або формаційну еру поділяють на три фази: ранню (2500—1200 рр. до н. е.), середню (1500—600 рр. до н. е.) і пізню (600 рік до н. е. — 200 рік н. е.) У ході першої фази в усьому регіоні поширилося гончарне мистецтво, налагодилося вирощування маїсу й інших овочевих культур, а також почалася стратифікація суспільства, яка привела до появи перших ієрархічних утворень у народів, що населяють береги Мексиканської затоки. На початку передкласичної ери рушійною силою цивілізації Месоамерики виступала культура Капача — її керамічні вироби були дуже поширені в регіоні.
До 2500 року до н. е. в низинних районах тихоокеанського узбережжя Гватемали розвивалися невеликі поселення, такі як Ла-Бланка, Окос, Ель-Месак, Ухуште та інші, в яких була знайдена найстаріша в Гватемалі кераміка. З 2000 року до н. е. на тихоокеанському узбережжі з'являється велика кількість гончарних виробів. Недавні розкопки свідчать про те, що високогірні райони були часовим мостом між ранніми передкласичними селами тихоокеанського узбережжя і пізнішими містами Петенського басейну. В Монте-Альто біля поселення Ескінтла були знайдені гігантські кам'яні голови і пузаті фігурки (ісп. barrigones), датовані приблизно 1800 роком до н. е.

Кілька найзначучищих поселень формаційної ери на плато центральної Мексики і березі Мексиканської затоки.

Близько 1500 року до н. е. західні культури занепали і асимілювали з іншими народами. В результаті таких об'єднань у долині Мехіко виникла культура Тлатілько, а на березі Мексиканської затоки — культура ольмеків. Ольмеки пішли шляхом експансії, яка дозволила їм створити монументальні архітектурні твори в Сан-Лоренцо та Ла-Вента. Крім того, ольмеки почали торгувати як всередині своїх територій, так і з далекими поселеннями, розташованими в сучасних штатах Герреро та Морелос, а також Гватемалі і Коста-Риці. Вплив ольмеків спостерігався в поселенні Сан-Хосе-моготе на Оахакському плато, але до кінця середньої фази передкласичної ери воно ввійшло в зону впливу Монте-Албана. У той же час у Бахіо процвітала культура Чупікаро, а ольмеки увійшли в період занепаду.

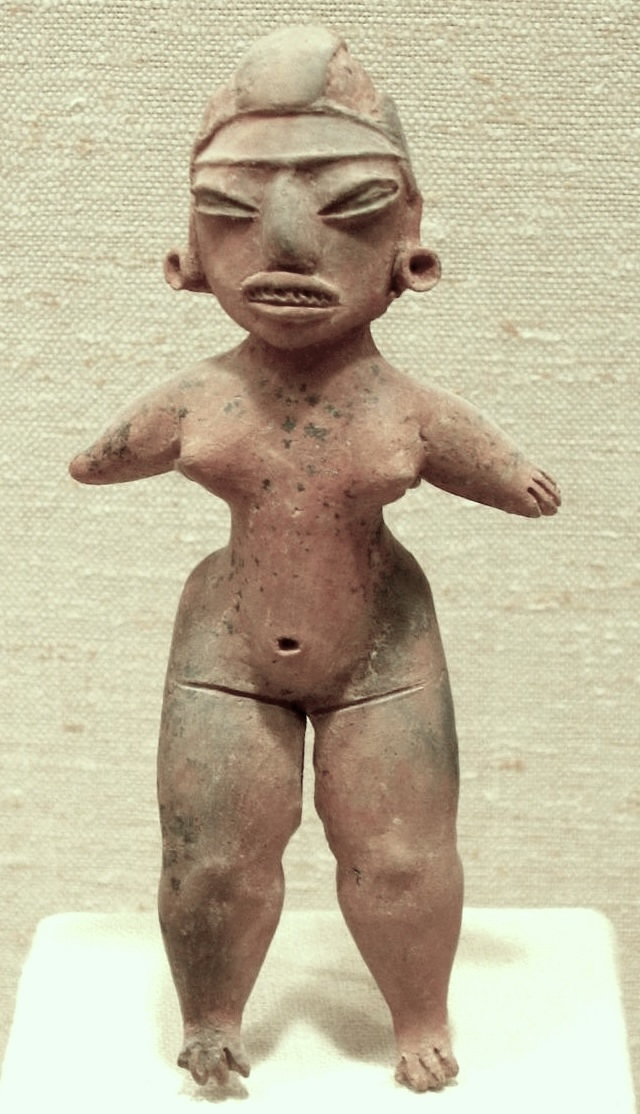
Типова статуетка передкласичної ери з центральної Мексики, схожа на «красунь» культури Тлатілько

До значущих культурних події, що сталися в середній передкласичний період, можна віднести розробку перших систем писемності та двадцяткової системи числення в центрі території ольмеків, індіанцями мая в басейні Мірадор та сапотеки в Монте-Альбані. У цей період спостерігалася сильна стратифікація суспільства. Зв'язки між різними центрами влади привели до плекання регіональних еліт, які контролювали природні ресурси і селян. Така соціальна диференціація була заснована на володінні певними знаннями, такими як астрономія, писемність та основи комерції. У середній передкласичний період також з'явилися зачатки урбанізації, характерні для класичної ери. Такі міста мая, як Накба (~1000 р. до н. е.), Ель-Мірадор (~ 650 р. до н. е.), Сіваль (~350 р. до н. е.) і Сан-Бартоло мали схожу з класичною монументальну архітектуру. Ель-Мірадор у свій час був найбільшим містом мая. Існує думка, що приблизно в 100 році н. е. цивілізація мая пережила падіння і знову відродилася в класичну еру, близько 250 року. Деякі міста, такі як Тлатілько, Монте-Албан та Куікуілько переживали період розквіту в кінці передкласичної ери. Чисельність же ольмеків зменшилася, і вони втратили свій вплив.
До кінця передкласичної ери політичне й економічне панування над регіоном перемістилося в поселення долини Мехіко. Навколо озера Тескоко кілька сіл, такі як Тлатілько і Куікуілько, виросли в справжні міста. Тлатілько був одним з основних центрів того періоду, його жителі вирощували маїс і ловили рибу в озері Тескоко. Деякі вчені вважають, що він був заснований і населений предками сучасного народу отомі. Місто розташовувалося на північному березі озера Тескоко і підтримувало міцні зв'язки із західними культурами. Куікуілько займав схили гірського району Ахуско і контролював торгівлю в областях мая, в Оакахе і на березі затоки. Суперництво цих міст завершилося занепадом Тлатілько, в той час як Монте-Албан, розташований у долині Оахаки почав культурно віддалятися від впливу ольмеків, використовуючи їхні досягнення і доповнюючи їхню культуру. На південному березі Гватемали поселення Камінальхую розвивалося в напрямку, який пізніше стане класичною культурою мая, хоча зв'язки з народами центральної Мексики і затоки спочатку пропонували свої культурні моделі. Крім заходу, де розвинулися традиція шахтових могил, у всіх регіонах Месоамерики багатство міст зростало, втілювалися досить складні схеми планування міст та спорудження монументів. Кругла піраміда в Куікуілько, центральна плаза Монте-Альбана і піраміда Місяця в Теотіуакані були збудовані в цей час.
Приблизно в 0 році Куікуілько був покинутий і панування над Мексиканською басейном перейшло до Теотіуакані. У наступні два століття так зване «Місто богів» консолідувало владу, ставши головним месоамериканським містом першого тисячоліття і провідним політичним, економічним і культурним центром на наступні сім століть.

### Ольмеки

Район культури ольмеків

Протягом багатьох років до культури ольмеків ставилися як до прародительки всієї месоамериканської культури. Ольмеки справили величезний вплив на розвиток усього регіону, проте останнім часом виникли припущення, що ця культура стала результатом спільної діяльності всіх сучасних їй народів і зрештою виявилася в повному розквіті на берегах Веракруса та Табаско. Етнічну єдність ольмеків все ще достовірно не встановлено. Ґрунтуючись на лінгвістичних даних, більшість антропологів і археологів стверджують, що ольмеки були або носіями ото-мангських мов або (що ймовірніше) предками сучасного народу соке (Михея-сокської сім'ї), що проживає на півночі Чьяпаса і Оахаки. Якщо вірити другій гіпотезі, племена соке мігрували на південь після розвалу великих центрів на рівнинах затоки. Незалежно від походження, ці носії ольмекської культури перемістилися на підвітряне узбережжя в 8-му тисячолітті до н. е., вклинившись у прибережні райони, заселені протомаянськими народностями. Це також пояснює відділення уастеків з північного Веракруса від інших маянських народів, що населяли територію Юкатана і Гватемали.
Ольмеки є етапом в історії Месоамерики з точки зору появи характеристик, що визначили розвиток регіону. Серед таких особливостей — організація держави, розробка 260-денного ритуального і 365-денного світського календарів, першої системи письма і міського планування. Зародження і розвиток цієї культури почалося приблизно в XIV столітті до н. е. і тривало до XII століття до н. е. Основними містами в центральному регіоні були Ла-Вента, Сан-Лоренсо-Теночтітлан та Трес-Сапотес. Проте по всій Месоамериці розташовані свідоцтва того, що численні міста були окуповані ольмеками, особливо в басейні річки Бальсас, де було розташовано місто Теопантекуанітлан. Це поселення досить загадково, оскільки датується кількома століттями раніше ніж основні поселення на березі Мексиканської затоки, через що виникали протиріччя і з'явилася гіпотеза про те, що культура ольмеків виникла саме в цьому регіоні.

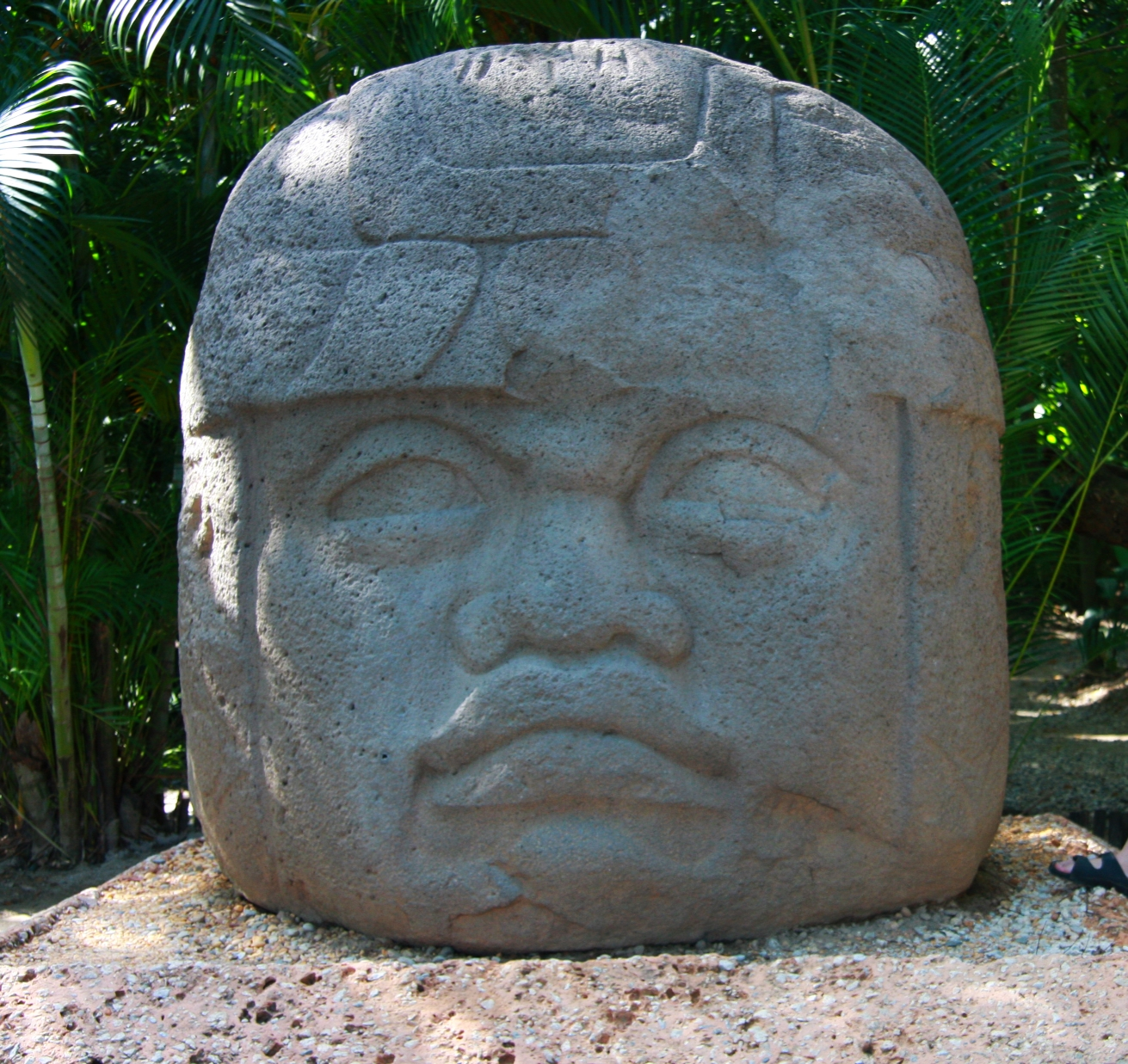
Ольмекська голова, Ла-Вента

Серед найвідоміших пам'яток ольмекської культури — велетенські кам'яні голови, зроблені з монолітного шматка до трьох метрів у висоту і декількох тонн ваги. Ці шедеври ольмекського різьблення по каменю особливо вражають, якщо взяти до уваги недолік металевих інструментів в Месоамериці і те, що голови розташовані в декількох десятках кілометрів від місця вироблення базальту, з якого вони зроблені. Призначення цих монументів невідомо, деякі автори припускають, що це були пам'ятні статуї відомих гравців в гру в м'яч або зображеннями правлячої еліти ольмеків. Ольмеки також відомі невеликими роботами з різьбленням на зеленчаку та інших зелених каменях (будь-яка вулканічна порода, що має зелений колір).
Точні причини розвалу ольмекської культури невідомі. На півдні тихоокеанського узбережжя, що знаходився під впливом мая, міста Такалік-Абахо (~ 800 рік до н. е..), Ісапа (~ 700 рік до н. е.) і Чокола (~ 600 рік до н. е..), а також Камінальхую (~ 800 рік до н. е..), розташований на центральному нагір'ї Гватемали, стали розвиватися в напрямку того, що згодом стане класичної культурою мая. У басейні Петен розвиток великих міст класичного періоду мая, таких як Тікаль, Уашактун та Сейбаль, почалося приблизно в 300 році до н. е..
Гегемонія Куікуілько над долиною зменшилася в період з 100 року до н. е. до 0 року. У міру занепаду Куікуілько Теотіуакан почав набирати вагу, ставши за наступні два століття політичним, економічним і культурним центром всієї центральної Мексики.

## Класична ера

Важливі поселення класичної ери, приблизно 500 р. н. е.

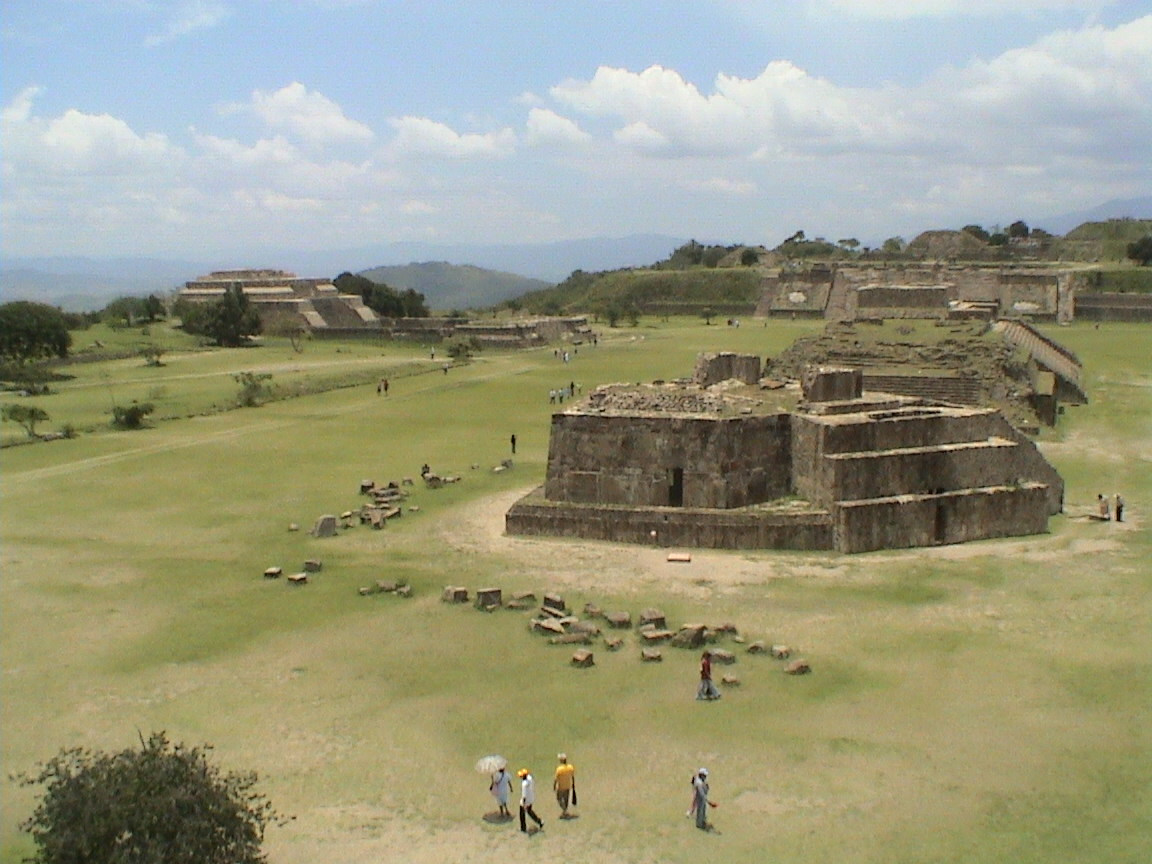
Центральна площа Монте-Альбана, який був побудований на пагорбі над долиною Оахаки

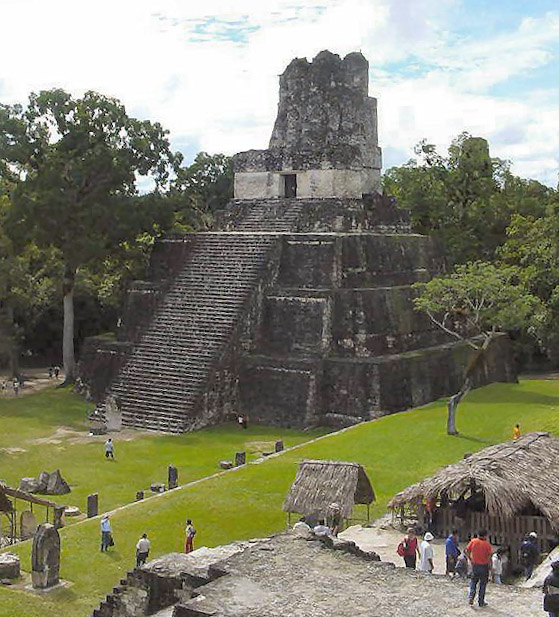
Храм 2, Тікаль, Гватемала

Класична ера в Месоамериці тривала з 250 по 900 рік н. е. і поділяється на три періоди: рання (з 250 по 550 рр.), середня (з 550 по 700 рр.) і пізня (з 700 по 900 рр.) Ранній період характеризується домінуванням Теотіуакану, в якому проживали до 80 % з 200 тис. мешканців басейну озера Тескоко. Теотіуакан дотримувався експансіоністської політики, що призвела до контролю над основними торговими шляхами північній Месоамерики. Іншими великими центрами класичної ери були Монте-Албан, Камінальхую, Сейбаль, Тікаль та Калакмуль, суперництво між ними вилилося в тривалі війни. Протягом класичної ери тривав процес урбанізації, що почався в кінці передкласичної ери. В цілому, цей період месоамериканської історії характеризується найвищим рівнем розвитку мистецтв, науки, міст, архітектури та соціального устрою.
Міста цієї ери відрізнялися багатонаціональним населенням, що призвело до співіснування в одних і тих же поселеннях народів з різними мовами і культурами. Альянси між регіональними політичними елітами міцніли, особливо явно це проявилося у союзників Теотіуакану. Також зміцнювалася соціальна диференціація — невеликі групи людей управляли більшою частиною населення. Це населення змусили платити податки і брати участь у будівництві громадських споруд, таких як іригаційні системи, релігійні будівлі і об'єкти інфраструктури. Зростання міст не міг відбутися без вдосконалення технік ведення сільського господарства та зміцнення торговельних зв'язків, у яких брали участь не тільки жителі Месоамерики, а й далекі народи Оазисамерики.
У класичну еру месоамериканське мистецтво досягло піку свого розвитку. Особливо виділяються стели мая зі сценами з життя королівських сімей, багато прикрашена кераміка і фрески, а також музика. У Теотиуакані архітектори досягають великих успіхів — в цьому місті класичний стиль проявився у вигляді спорудження пірамід, що піднімаються нагору сходами. Цей стиль повторювався, видозмінюючись, по всій Месоамериці, наприклад, у столиці сапотеків Монте-Албан та місті Камінальхую в Гватемалі. Навіть через сторіччя, багато пізніше міграції людей з Теотіуакану, міста покласичної ери наслідували той стилю побудови будівель, особливо Тула, Теночтітлан та Чичен-Іца.
Цей період також подарував месоамериканським індіанцям безліч наукових досягнень. Мая поліпшили календар, писемність і свої пізнання в математиці до їх вищої точки розвитку. Писемність використовувалася по всій території мая, попри те, що вважалося благородним заняттям і практикувалося тільки знатними писарями, художниками і священиками. Використовуючи писемність мая, інші культури розробили свої системи, найпоказовіший приклад — це культура ньуїньє у оахакських сапотеків, хоча єдина повністю розвинена система писемності в доколумбовій Америці була у мая. Астрономія зберегла свою важливість, оскільки застосовувалася для сільськогосподарських цілей, а також для прогнозів таких подій як сонячне або місячне затемнення, що дозволяло правителям месоамериканських цивілізацій підтверджувати своє божественне походження в очах звичайних громадян.
Кінець класичної ери в центральній Мексиці пов'язують із занепадом регіональних центрів пізньої класичної ери (іноді званого епікласичним періодом), ближче до 900 року. У районі узбережжя Мексиканської затоки це відбувається в 800 році з падінням Ель-Тахіну, в областях мая — через обезлюднення високогірних поселень в IX столітті, а в Оахакі — з відходом жителів з Монте-Албану приблизно в 850 році.
На півночі Месоамерики класична ера завершилася занепадом Теотіуакану приблизно в 700 році. Це дозволило розквітнути регіональним центрам, які почали боротися за контроль над торговельними шляхами і природними ресурсами. У пізній класичної ері політичний устрій регіону було роздробленим, і жодне місто не мав провідних позицій. У цей період відбулося кілька переселень народів, викликаних вторгненням груп з Арідоамерики та інших північних регіонів, змушуючи населення Месоамерики переміщатися на південь. Серед новопрішедшего народів були науа, які згодом збудують два найбільш важливих міста послеклассический ери — Тулу та Теночтітлан. Крім міграцій з півночі, в центрі Мексики також влаштувалися південні народи, серед яких були ольмеки-шикаланка, що прийшли з Юкатану та заснували Какаштлу та Шочикалько.

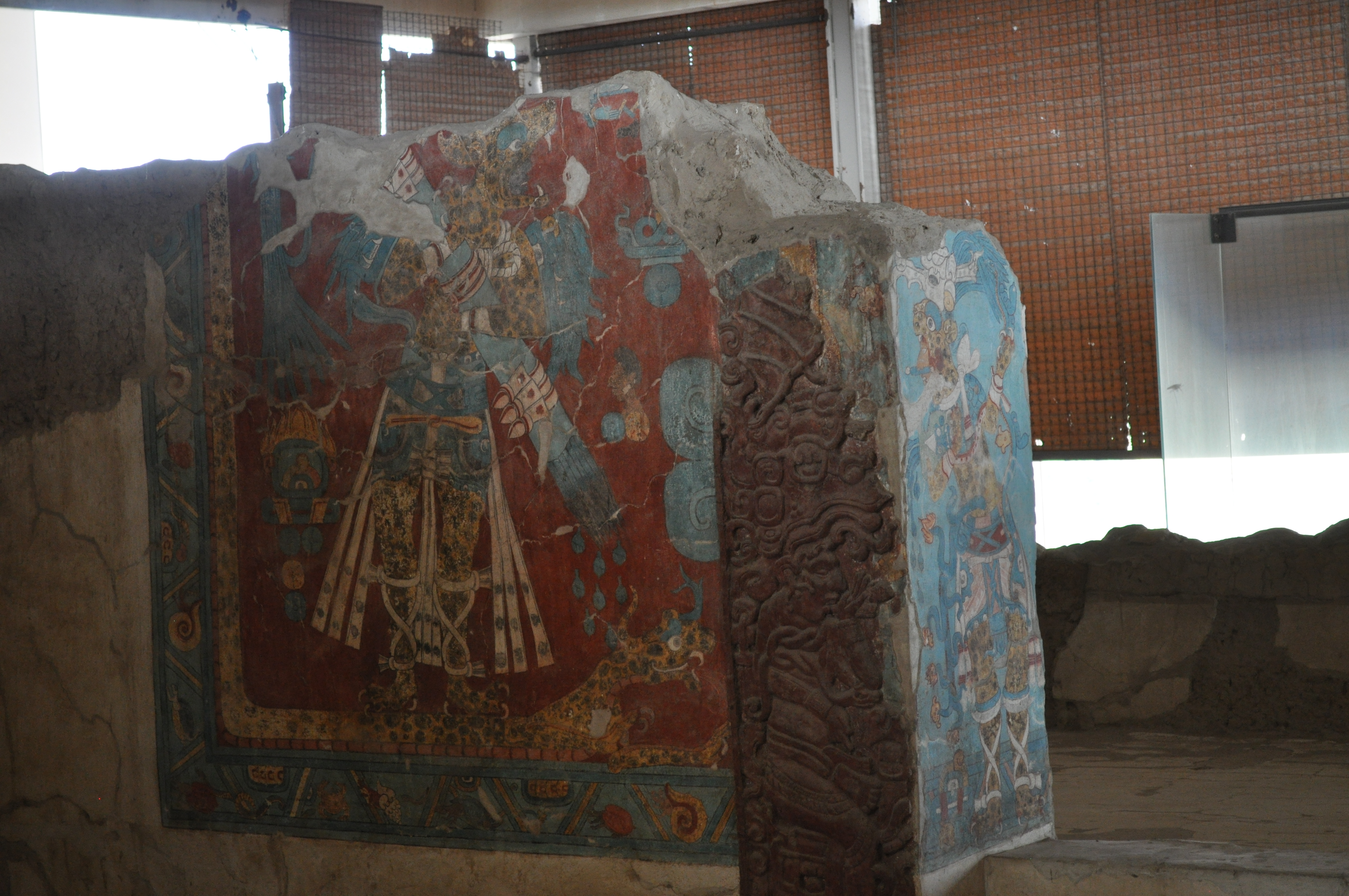
Фреска дель Гомбре — Ягуар, Какаштла, Тласкала

В областях мая старий союзник Теотіуакану місто Тікаль перебував у занепаді після поразки, завданої Дос-Піласом і Караколь (союзниками Калакмуля). За час цього занепаду, що тривав близько 100 років, відбулося об'єднання в союз міст Дос-Пілас, Пьедрас-Неграс, Караколь, Калакмуль, Паленке, Копан та Яшчилан. Ці та інші міста регіону втягнулися в кровопролитну війну, яка закінчилася тим, що Тікаль за допомогою міст Яшха та Ель-Наранхо розгромив Дос-Пілас та Караколь і Ель-Перу і, нарешті, Калакмуль. Закінчення війн ознаменувало жертвоприношення сина Юкнома Чину в 732 році в Тікаля, на честь цієї події з 740 по 810 роки будувалися пам'ятні споруди.
Розвал класичної цивілізації мая в північних низовинах почався приблизно в 810 році з держав Ла-Пасьон, таких як Дос-Пілас, Агуатека, Сейбал та Канкуен, після чого процес продовжився в містах басейну Усумасинти, розташованих на південь — Яшчилані, П'єдрас-Неграс та Паленке. Під кінець пізньої класичної ери мая перестали вести календар довгого рахунку, багато їх міст згоріли, були кинуті і заросли джунглями. У той же час на південних високогір'ях Камінальхую продовжували розвиватися до 1200 року. У Оахакі Монте-Албан досяг піку своєї величі приблизно в 750 році, а потім з незрозумілих причин «помер» під кінець IX століття. Подібна доля спіткала й інші міста, такі як Ла-Кемада на півночі і Теотіуакан в центральному районі — він був спалений і покинутий. В останнє століття класичної ери влада над долиною Оахаки перейшла до Ламбітйеко, який розташований в декількох км на схід.

### Теотіуакан

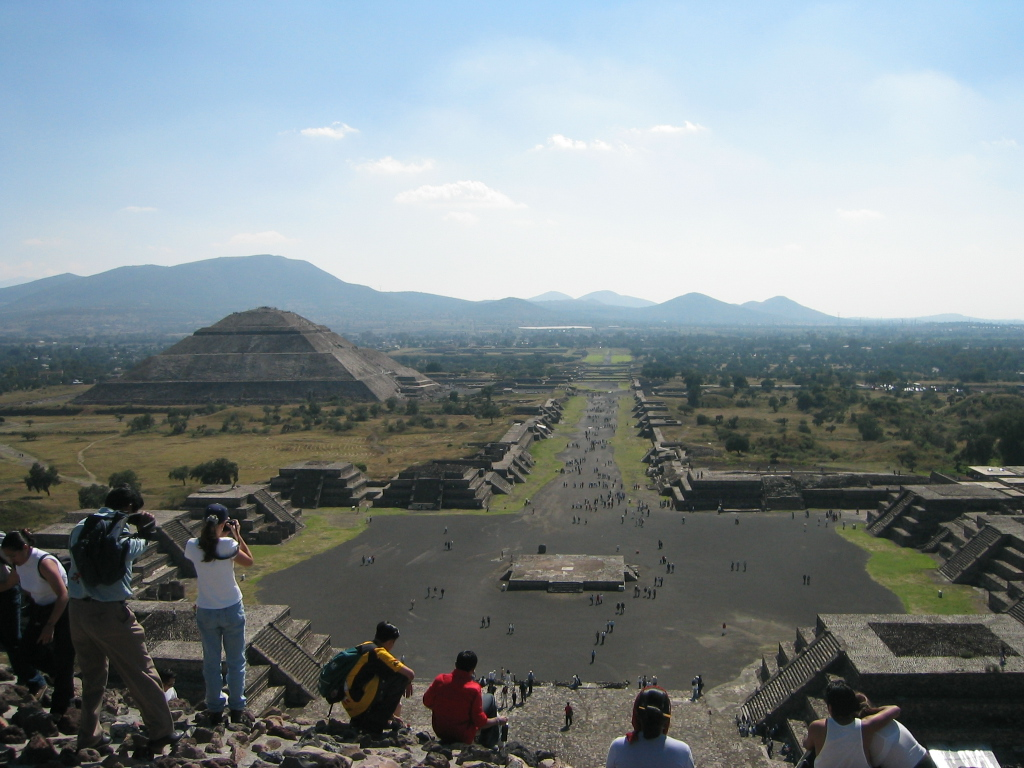
Вид на Кальсада-де-лос-Муертос (Дорога мертвих) з Піраміди місяця в Теотіуакані

Теотіуакан («місто богів» мовою науатль) веде свою історію з кінця передкласичної ери (приблизно 100 рік н. е..) Про його засновників відомо дуже небагато, але передбачається, що в його розвитку зіграли значну роль отомі, також вплинули на культуру міст долини Мехіко, представлену Тлатілько. По початку за верховенство в регіоні Теотіуакан суперничав з розташованим трохи південніше Куікуілько. У цьому протистоянні Теокіуакану допомогли обсидіанові поклади в горах Навахо сучасного штату Ідальго. Відомо, що велика частина жителів Кіукуілько перемістилися в Теотіуакан за кілька років до того, як південне місто був залите лавою вулкану Шітле.
Вигравши боротьбу за контроль над регіоном, Теотіуакан успішно розвивався і перетворився в найбільше місто не тільки Месоамерики, а й усього світу. У ході цього періоду більша частина населення долини Мехіко жила в Теотіакуані. Місто повністю залежало від сільського господарства, в основному від вирощування маїсу, квасолі та гарбуза. Проте політична та економічна складова базувалася на привізних товарах: кераміці Анаранхадо, виробленої в долині Поблано-Тлашкальтека, і природних ресурсах гір Ідальго. Обидва продукти сильно цінувалися у всій Месоамериці і обмінювалися на розкішні товари, створені в далеких Нью-Мексико та Гватемалі. Завдяки цьому Теотіуакан став головним вузлом месоамериканської торговельної мережі — на південному сході він торгував з Монте-Албаном і Тикале, на узбережжі Мексиканської затоки — з Матакапаном, з Альтавіста на півночі і Тінгамбато на заході.
Теотіуакан упорядкував месоамериканський пантеон богів, створений за часів ольмеків, поставивши на чолі божества, пов'язані з сільським господарством — Кетцалькоатля та Тлалоку. Торговельні зв'язки допомогли поширити культи цих богів в інші товариства Месоамерики, які перейняли їх і видозмінили. Вважалося, що в Теотіуакані не було писемності, але Девургер показав, що теотіуаканська система письма була настільки піктографічна, що приймалася за малюнки.
Занепад Теотіуакану пов'язують з появою міст-держав усередині кордонів центральної Мексики. Передбачається, що вони змогли розвинутися завдяки втрати Теотіуакану домінуючого становища, хоча все могло статися в зворотній послідовності — міста Какаштла, Шочікалько, Теотенанго та Ель-Тахін могли спочатку досить зміцніти, щоб «замкнути» Теотіуакан в центрі долини і закрити йому доступ до торгових шляхів. Це сталося приблизно в 600 році, і, хоча люди продовжували жити в місті ще півтора століття, зрештою місто було зруйноване і покинуте його жителями, які перемістилися в такі місця, як Кулуакан та Ацкапотцалько, розташовані на берегах озеро Тешкоко.

### Мая в класичну еру

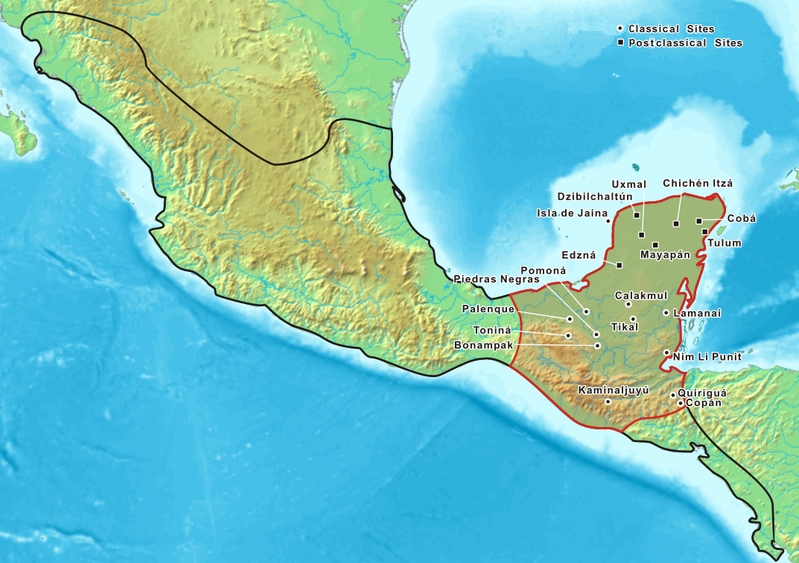
Карта, що показує розташування народів мая та їхні основні міста

Індіанці мая були творцями найрозвининішою і найвідомішою месоамериканською культури. Деякі дослідники, такі як Майкл Д. Коу, вважають, що культура мая повністю відрізняється від оточуючих її культур. Проте багато аспектів маянської культури схожі з практиками інших народів, зокрема використання двох календарів, двадцятерічна система обчислення, вирощування кукурудзи, певні міфи, такі як про п'яти сонцях, шанування Пернатого змія і бога дощу, що мовою мая називається Чак.

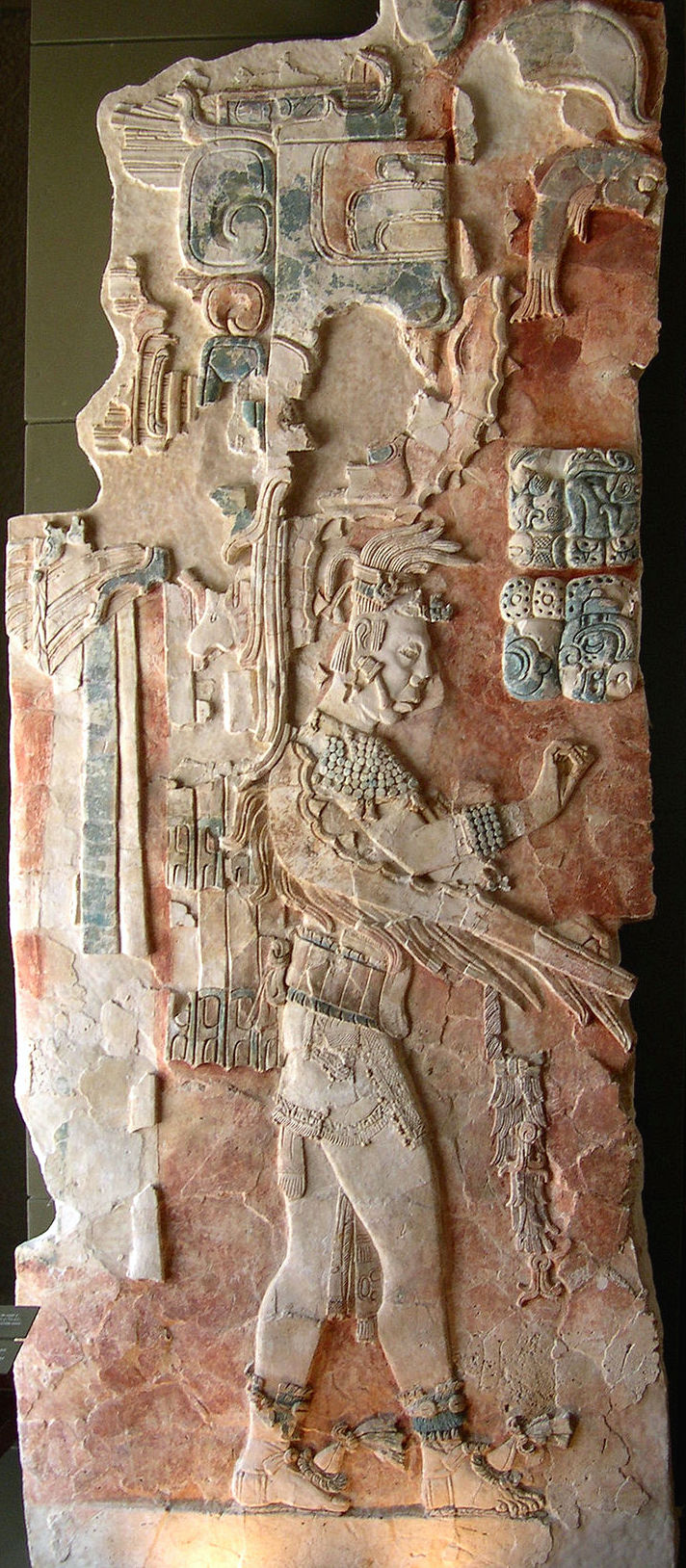
Барельєф, що знаходиться в музеї Паленке, Чіапас

Маянська культура зародилася у високогір'ях Гватемали з розвитком поселення Камінальхую в середню передкласичну еру. На думку декількох дослідників, зокрема доктора Річарда Хансена (умостився) і доктора Сатурно (університет Вандербілта), перша справжня політична держава в Месоамериці утворилося в Ель-Мірадорі, Накба, Сівалі та Сан-Бартоло (басейн Мірадор в Петен) а також в Такалік-Абахо (рівнинні райони тихоокеанського узбережжя). Проте археологічні свідчення показують, що мая ніколи не формували єдиної імперії, а були об'єднані в невеликі групи, постійно ворогувавші один з одним. Лопес Аустін і Лопес Лухан стверджували, що передкласичні мая характеризувалися агресивною натурою. Ймовірно, їхнє військове мистецтво перевершувало розвиток Теотіуакана в цій області, але донині існує думка, що вони були мирним побожним народом. Подібна точка зору просувалася такими маяністами початку і середини XX століття, як Сильванус Морлі та Джон Ерік Синьої Томпсон. Значно пізніше були знайдені підтвердження (наприклад, фрески в Бонампаку), що мая практикували людські жертвопринесення і ритуальний канібалізм.
У 1000 році до н. е.. мая мали писемність, календар і невеликі поселення — деякі з найстаріших пам'яток були знайдені саме в поселеннях регіону мая. Раніше археологи думали, що маянські міста функціонували тільки як церемоніальні центри, а звичайні люди жили в прилеглих селах. Проте пізніші розкопки показали, що в поселеннях мая були такі ж міські служби, як і в Тікалі (де кількість жителів в період розквіту досягало 400 тис. осіб), Копані, а також дренажні системи, акведуки та покриття доріг (Сакбе), побудовані між великими центрами в передкласичну еру. Створення таких поселень ґрунтувалося на сильно стратифікованому суспільстві, в якому правил клас знаті, що була одночасно політичної, військової та релігійної елітою.
Еліта контролювала сільське господарство і, як у всій Месоамериці, обкладали нижні класи податками, які дозволяли їй збирати достатньо ресурсів для будівництва громадських монументів, узаконюють її владу і соціальну ієрархію. У ранню класичну еру, приблизно в 370 році, маянська еліта підтримувала міцні зв'язки з Теотіуаканом, і, можливо, Тікаль, одним з найбільших міст мая цього періоду, що був важливим союзником Теотіуакану, які контролювали торгівлю на узбережжі затоки і у високогірних районах. Зрештою, ймовірно сильна посуха, яка вразила Центральну Америку в IX столітті, і прийшовший за нею голод, а також внутрішні війни привели до повстань і знищення політичної системи мая. Багато міст були кинуті, залишаючись забутими до XIX століття, коли нащадки давніх мая привели в джунглі, що поглинули ці поселення, європейських і американських дослідників.

## Післякласична ера

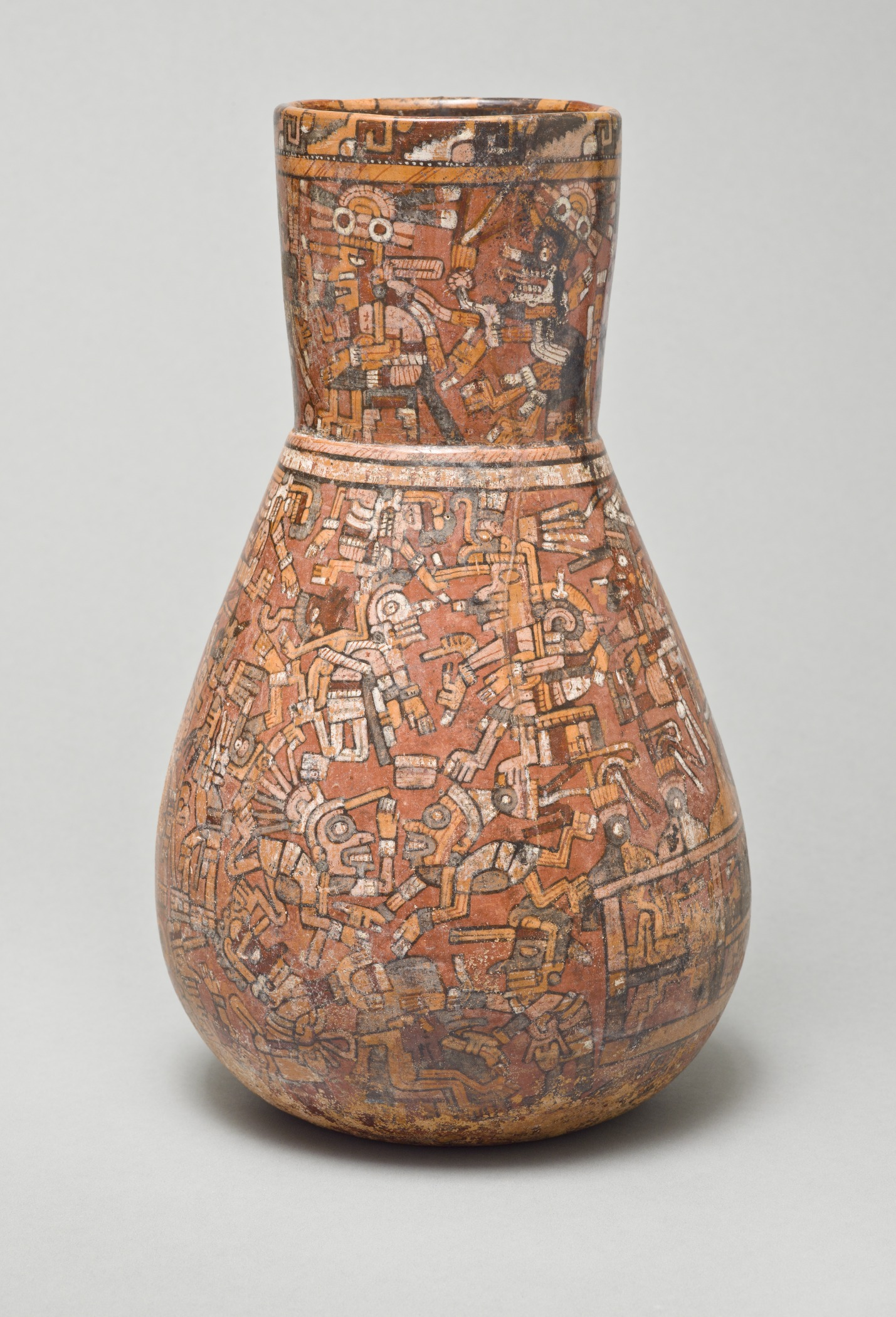
Розписана посудина культури міштеків

Післякласична ера займає часовий проміжок від 900 року до завоювання Месоамерики іспанцями, яке відбувалося між 1521 та 1697 роками. Ця ера характеризується великим числом війн. Політичні еліти, пов'язані з жрецьким класом, втратили владу на користь груп воїнів. Воїни, в свою чергу, принаймні за півстоліття до приходу іспанців стали здавати свої позиції новому потужному класу — почтека, торговців, що отримали політичну владу за допомогою економічної потужності.
Післякласична ера ділиться на дві фази. Перша — рання післякласична ера — тривала з XX по XIII століття і характеризується домінуванням тольтеків з Тули. З XII століття починають з'являтися ознаки пізньої післякласичної ери, яка почалася з появи чичимеків — народу, спорідненого в мовному плані з тольтеками і Мешика. Останні з'явилися в долині Мехіко в 1325 році, після двовікової подорожі з Ацтлану, точне місце розташування якої невідоме. Багато змін в суспільстві, що відбулися в цей останній період месоамериканської цивілізації, пов'язані з міграційними рухами північних народів. Ці народи прийшли з Оазисамерики, Аридоамерики і північних районів Месоамерики, гнані через загрожувавші їм кліматичні зміни. Пришестя сіверян змусило рухатися і корінні месоамериканські народи, деякі з яких перемістилися в Центроамерику.
В цей же час відбулося безліч культурних змін. Одним з них було поширення металургії, яка була запозичена з Південної Америки. Як і у випадку з керамікою, перші свідоцтва обробки металу в Месоамерики були виявлені в південно-західній частині. Месоамериканці не досягли великої майстерності в цьому ремеслі, обмежившись лише мідними сокирами, голками і, звичайно, ювелірними виробами. Найбільш просунуті методи були розроблені Міштеки, які навчилися створювати чудово прикрашені речі. Прогрес спостерігався і в архітектурі — використання цвяхів дозволило обшивати стіни храмів, покращилися фрески, широко поширилося використання колон і кам'яних дахів (що в класичну еру було прерогативою мая). У сільському господарстві ускладнювалися системи зрошення. Землі долини Мехіко, особливо чинампа, широко використовувалися ацтеками, які побудували поруч з ними місто з населенням в 200 тис. осіб.

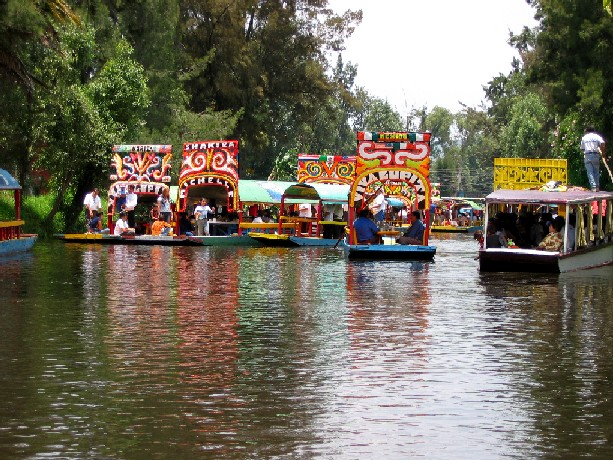
Сучасний вигляд чинампа Шочимілько

У політичній системі також стався ряд важливих змін. Протягом раннього післякласичного періоду войовничі політичні еліти узаконили своє становище шляхом прийняття досить складної системи релігійних вірувань, які Лопес Остін (López Austin) назвав «суйюанідад» (zuyuanidad). Згідно з даною системою, правлячі класи оголошували себе нащадками Кетцалькоатля — пернатого змія, однією з творчих сил і культурного героя месоамериканської міфології. Вони так само оголосили себе послідовниками жителів міфологічного міста, що називається Толлан за натуалі або Суйюа за маянською (від цього слова і походить назва системи вірувань). Багато з важливих центрів того часу пов'язували себе з цим місцем, називаючись Толлан-Шикокотітлан, Толлан-Чоллоллан та Толлан-Теотіуакан. Міфічний Толлан довгий час асоціювався з Тулою в штаті Ідальго, але Енкіке Флорескано (Enrique Florescano) і Лопес Аустін стверджували, що підстав на це не було. Флорескано думав, що Толланом був Теотіуакан, а Лопес Остін розглядав Толлан як продукт месоамериканської релігійної уяви. Ще однією особливістю системи «суйюано» було утворення альянсів з іншими містами-державами, які контролювалися народами з подібною ідеологією. Так сталося з лігою Маяпану на Юкатані і конфедерацією миштеков Кіготь ягуара восьми оленів (англ. Eight Deer Jaguar Claw) в горах Оахаки. Ці спільноти раннього періоду послеклассический ери характеризуються своєю войовничістю і багатонаціональним населенням.

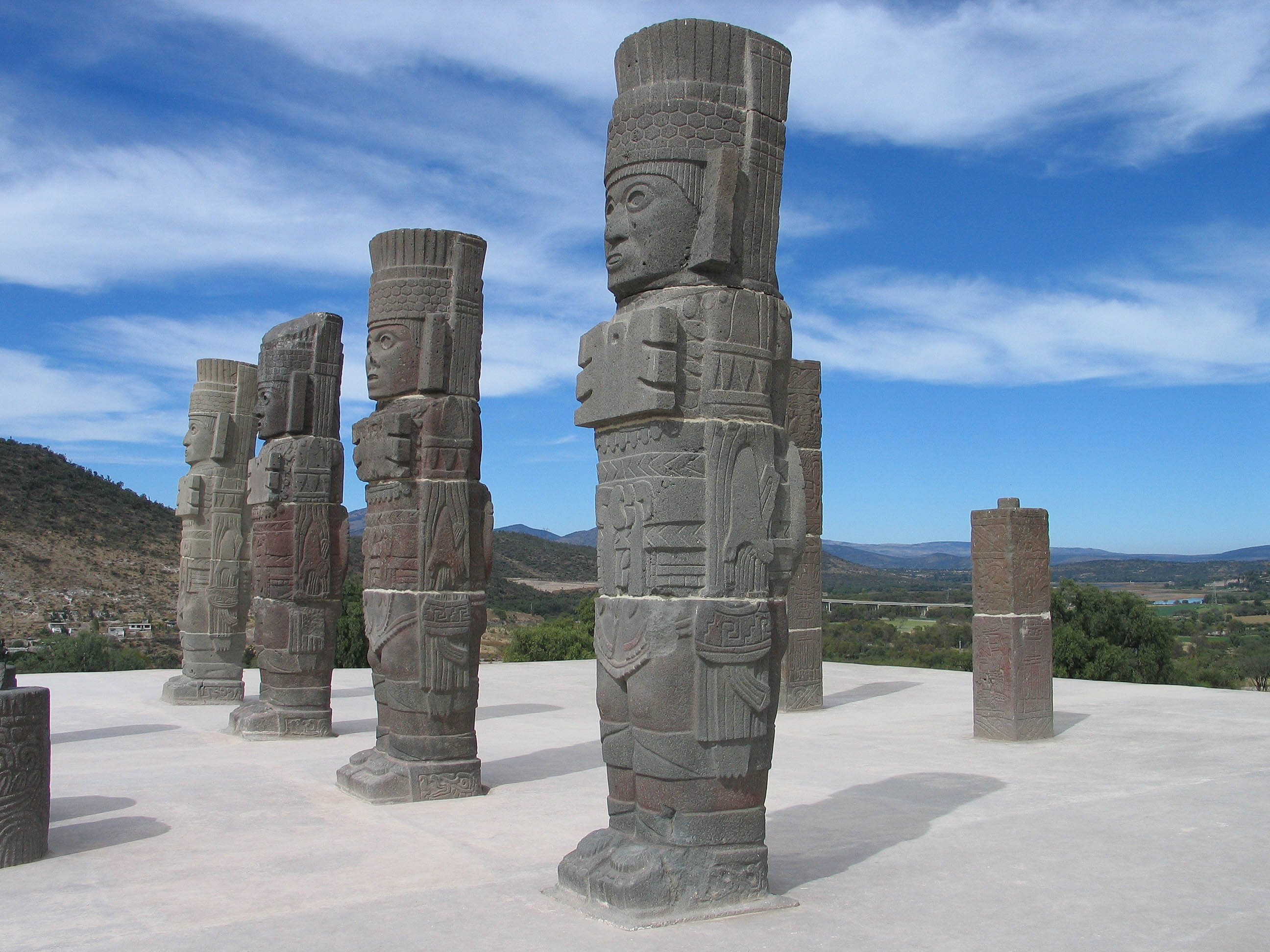
Тульські велетні, штат Ідальго

Проте падіння Тули підірвало міць системи суйюано, яка повністю розвалилася після розпаду ліги Маяпану та догляду людей з Тули. З півночі в Месоамерики прийшли нові народи які, хоча і були споріднені стародавнім тольтекам, мали абсолютно відмінною ідеологією. Останніми прийшли були Мешик (ацтеки), які влаштувалися на невеликому острові на озері Тексоко під правлінням тешпанек ів з Аскапотсалько. Мешик за наступні десятиліття завоювали велику частину Месоамерики, створивши об'єднане та централізоване держава подібне лише державі Тараскан в Мічоакані. Жодне з цих двох держав не змогло завоювати інше і, після чого вони, ймовірно, підписали угоду про ненапад. Коли іспанці прибули в Новий світ, багато народів були готові їм допомогти, аби тільки позбутися від влади ацтеків. Але це не повернуло їм свободу, а призвело до повного підкорення Месоамерики.

### Ацтеки
З усіх доколумбових цивілізацій Месоамерики Ацтекська імперія — одна з найвідоміших завдяки своїм багатством і військової могутності, досягнутих шляхом експлуатації інших народів. У процесі іспанської колонізації Америки численні місіонери займалися збереженням культурної історії народів науа, тому сучасні знання про їхню культуру набагато повніше, ніж в епоху конкісти.
Ацтеки прийшли з півночі або заходу Месоамерики. Жителі мексиканського штату Нарьяріт вірили, що міфічний Ацтлан розташовувався на острові Мешкалтітлан. Деякі припускали, що міфічний острів знаходився десь на території штату Сакатекас або навіть в Нью-Мексико. Незалежно від місця походження, культурні традиції ацтеків не сильно відрізнялися від класичної Месоамерики. Насправді вони мали подібні характеристики з народами центральної Месоамерики (древні північні юто-астекські народи створили такі культури, як анасазі, теучітланську та ін.) Ацтеки говорили мовою науатль, яка також використовувався тольтеками і чічмеками, які прийшли раніше.
Відхід з Ацтлану стався в перші десятиліття XII століття (1311), причому розрахунки ґрунтуються на документі, відомому як «Лента мандрів» (Tira de la Peregrinación) або кодекс Ботуріні, в якому значимі події міграції народів записувалися за календарем науа. Після довгих поневірянь ацтеки прийшли в долину Мехіко в XIV столітті. Вони оселилися в кількох місцях на берегах річок (таких як Кулуакан та Тізапан) перед тим як облаштуватися на острові Мехіко, перебуваючи під заступництвом Тесосомока, короля Тешпанекасу. Частина ацтеків мігрувала далеко на південь, на територію нинішнього Сальвадора, утворивши народ піпілей з центром в Кускатлані. Теночтітлан був заснований в 1325 році як союзник Аскапотсалько, але менш ніж через одне століття, в 1430 році, Мешик об'єдналися з Тешкоко та Тлакопанаом в війні проти Аскапотсалько і перемогли його. Ця перемога дала початок потрійного альянсу, який замінив давнє об'єднання під проводом Текпанекаса (включало Коатлінчан та Кулуакан).

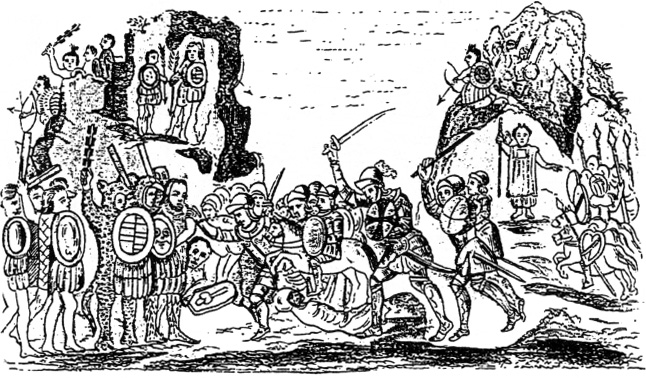
Завоювання Мексики, 1521 рік

На ранній стадії існування Потрійного альянсу, ацтеки дотримувалися експансіоністської політики, що дозволило їм захопити більшу частину Месоамерики. Лише деякі регіони змогли зберегти незалежність: Тласкала (науа), Местітлан (отомі), Теотітлан-дель-Каміно (куікапекі), Тутутепек (Міштеки), Теуантепек (сапотеки) і північно-західні території, що знаходилися під контролем держави тараско. Провінції, захоплені Потрійним альянсом, платили данину Теночтітлану, платежі фіксувалися в кодексі, відомому як матрикулах-де-лос-трібудос (Matrícula de los tributos). У цьому документі вказувався тип і кількість кожної речі, що надається провінцією як оплата.
Імперія ацтеків була завойована в 1521 році іспанськими військами під проводом Ернана Кортеса та їхніми союзниками в особі Тласкалу і тотонаків. Захоплення Месоамерики завершилося 1697 року, коли іспанці розорили і спалили Таясаль.
У центральній Мексиці класична ера завершилася з падінням Теотіуакану приблизно в VII століття, у районі мая вона тривала ще кілька століть. Приблизно в цей час велика частина південних міст (особливо Тікаль) пережили короткий період занепаду, званий «Розрив середньої класичної ери». Подальший період росту цивілізації мая іноді називають «Ерою розквіту».
Відбувається розвал багатьох великих держав класичної ери. Серед тих, хто вистояв: Оахаке, Чолуле та Юкатан ские мая (Чичен-Іца та Ушмаль). Цей період іноді описують як час хаосу і воєн. Деякий час (з XI по XIII століття) центральна Мексика перебуває під впливом тольтеків. Північні мая протягом деякого періоду були об'єднані під Маяпаном. Від початку XV століття здіймається Ацтекська імперія, заоплюючи майже весь регіон. У цей час Месоамерика відкривається іспанцями і завойовується конкістадорами за підтримки великої кількості місцевих союзників.
Пізніше процвітання північних міст мая на початку XX століття іноді називалося «Нової імперією». Можна сказати, що післякласична ера завершилася в 1697 році із завоюванням останнього незалежної місцевої держави Таясаля.
| Ранній післякласичний період | 900—1200 рр.  | Чолула, Тула, Митла, Ель-Тахін, Тулум, Топоште, Камінальхую, Хоя-де-Серен             |
| Пізній післякласичний період | 1200—1519 рр. | Теночтітлан, Семпоала, Цинцунцан, Маяпан, Тихо, Утатлан, Ішимче, Мишко-Велья, Сакулеу |
| Після конкісти               | До 1697 року  | Центральний Петен: Таясаль, Сакпетен                                                  |

## Див також
Контакти з Америкою до Колумба
Культури доколумбової Америки